# Ileana Boschini López

## Primeros años
Ileana Boschini López es hija de Humberto José Boschini Gutiérrez y Carmen López Vargas. Nació en San José, Costa Rica el 2 de septiembre de 1960, con domicilio actual en Moravia.

## Estudios
Es licenciada en Geología de la Universidad de Costa Rica y cuenta con una maestría en Sismología de la Universidad de Bergen, Noruega. Adicionalmente, posee otra maestría en Liderazgo y Gerencia Ambiental de la Universidad para la Cooperación Internacional.

## Carrera e investigación
De 1984 a 2013 se desempeñó como sismóloga del Instituto Costarricense de Electricidad y de la Red Sismológica Nacional en Costa Rica, de 2015 a la actualidad ha sido la directora general de Geología y Minas en el Ministerio de Ambiente y Energía. Ha realizado diversos estudios en investigación sísmica en Costa Rica. Es coautora del libro Microzonificación Sísmica de San José, Costa Rica. En dicha obra se analizó el comportamiento de suelos del Valle Central y su nivel de amplificación de la señal sísmica. Es pionera en el campo de la ingeniería y seguridad sísmica. Se ha dedicado al diagnóstico y la identificación de fallas activas del país.

## Reconocimientos
En el año 2012, obtuvo el reconocimiento del Ministerio de Ciencia y Tecnología (MICIT) de Costa Rica como científica del año, por su aporte al desarrollo científico-tecnológico nacional. Fue la segunda mujer en recibir dicho premio. Igualmente en el año 2012, recibió el Premio Geológico Nacional denominado César Dóndoli, que otorga el Colegio de Geólogos de Costa Rica.